# Sclerotium coffeicola
Sclerotium coffeicola är en svampart som beskrevs av Stahel 1921. Sclerotium coffeicola ingår i släktet Sclerotium och riket svampar.   Inga underarter finns listade i Catalogue of Life.